# 미방
미방(糜芳, ? ~ ?)은 중국 후한 말기 ~ 동오의 군인으로, 자는 자방(子方)이며, 서주 동해국 구현(朐縣) 사람이다. 촉한의 안한장군(安漢將軍) 미축의 동생이다.

## 생애
조조가 형 미축을 영군태수(嬴郡太守)로 천거할 때 미방도 팽성상으로 천거되었지만, 형제 모두 이를 버리고 유비를 따라 전전했다.
훗날 남군태수가 되어 관우와 함께 일을 했으나, 관우와 사이가 틀어졌다. 219년 번성 전투 당시 관우에게 군자를 공급했으나, 전력을 다하지 않은데다 남군성에 불이 나 군수물자를 소실시키기까지 하였으므로 관우가 처벌하겠다고 하여 두려움을 품었다.
이때 손권의 꾐을 받아 장군 사인과 함께 손권에게 항복했다. 손권에 항복한 이후 미방은 성의 깃발을 촉한에서 손오로 바꿔 달았으며 관우가 전투를 마치고 되돌아오자 관우가 성 안으로 들어오지 못하도록 성문을 굳게 걸어 잠그고 관우를 공격했다. 미방에게 공격받은 관우는 맥성으로 도망가야 했다. 이로 인해 유비 세력은 나머지 형주 영역을 상실했고, 형 미축은 노엽고 부끄러워 병이 나 죽었다.
223년 6월, 선우단·유소와 함께 하제의 지휘를 받아 위에 투항한 옛 동오의 장수 기춘태수(蘄春太守) 진종을 공격했다. 본인은 관우에게 반기를 들었으면서 정작 오나라에서는 반기를 든 자들을 토벌하러 다니는 아이러니한 인생을 살았다.
훗날 우번이 가다가 미방의 배를 만났는데, 미방의 관리들이 미방의 배를 피하라고 하자 우번은 미방을 비난하였다. 미방은 황급히 우번을 피했다. 우번은 나중에 미방의 진영 앞을 통과하게 되었는데, 미방의 관리들이 이를 막자 우번은 노하여 미방을 비난했다. 미방은 부끄러워했다.

## 《삼국지연의》의 기술
형 미축과 함께 유비를 따라 전전하였으며, 장판파에서 유비가 조조에게 추격을 당할 때 조운(趙雲)이 부인과 유선(劉禪)을 구하러 적진으로 가는 것을 보고 유비의 조운이 조조에게 투항했다고 보고했다. 여몽(呂蒙)이 우번으로 부사인(傅士仁)을 꾀어 투항시킨 후, 부사인의 권고를 받아 동오에 항복했다. 이릉 대전 때 동오가 촉한군 앞에서 허물어져 가는 것을 보고 두려워하여, 미방은 부사인과 함께 마충(馬忠)의 목을 베고 유비에게 항복했다. 그러나 분노한 유비는 미방과 부사인을 참수했다.

## 같이 보기
- 삼국지 인물 목록
- 진수 (서진)
- 나관중
- 배송지